# Prin-Deyrançon
Prin-Deyrançon is een gemeente in het Franse departement Deux-Sèvres in de regio Nouvelle-Aquitaine en telt 459 inwoners (1999). De plaats maakt deel uit van het  arrondissement Niort.

## Geografie
De oppervlakte van Prin-Deyrançon bedraagt 16,1 km², de bevolkingsdichtheid is 28,5 inwoners per km².
De onderstaande kaart toont de ligging van Prin-Deyrançon met de belangrijkste infrastructuur en aangrenzende gemeenten.

## Verkeer en vervoer
In de gemeente ligt de spoorweghalte Prin-Deyrançon.

## Demografie
Onderstaande figuur toont het verloop van het inwonertal (bron: INSEE-tellingen).